# Chartreuse de Farneta
La chartreuse de Farneta  (en italien, Certosa di Farneta) est un monastère de moines ermites chartreux sis à Lucques en Toscane (Italie). Datant du XIVe siècle , les bâtiments furent agrandis pour accueillir au XXe siècle les moines de la Grande Chartreuse chassés de leur monastère en 1903.

## Histoire
Sa base initiale (avec une église consacrée en 1358) datant du XIVe siècle a été modifiée au XVIIe siècle, et ensuite agrandie au XXe siècle pour accueillir la communauté de la Grande Chartreuse de France.
Durant la Seconde Guerre mondiale, plusieurs religieux de la maison furent fusillés par les troupes allemandes pour avoir caché des résistants.
Les fresques décorant les murs sont l'œuvre du peintre Stefano Cassiani, dit il Certosino (le Chartreux), et un grand édicule en marbre représente la Discesa dello Spirito Santo (La Descente de l'Esprit Saint).
Le petit cloître et la salle capitulaire sont adjacents à l'église, tandis que les cellules des moines - en fait des maisonnettes de trois pièces - entourent le grand cloître.

## Galerie

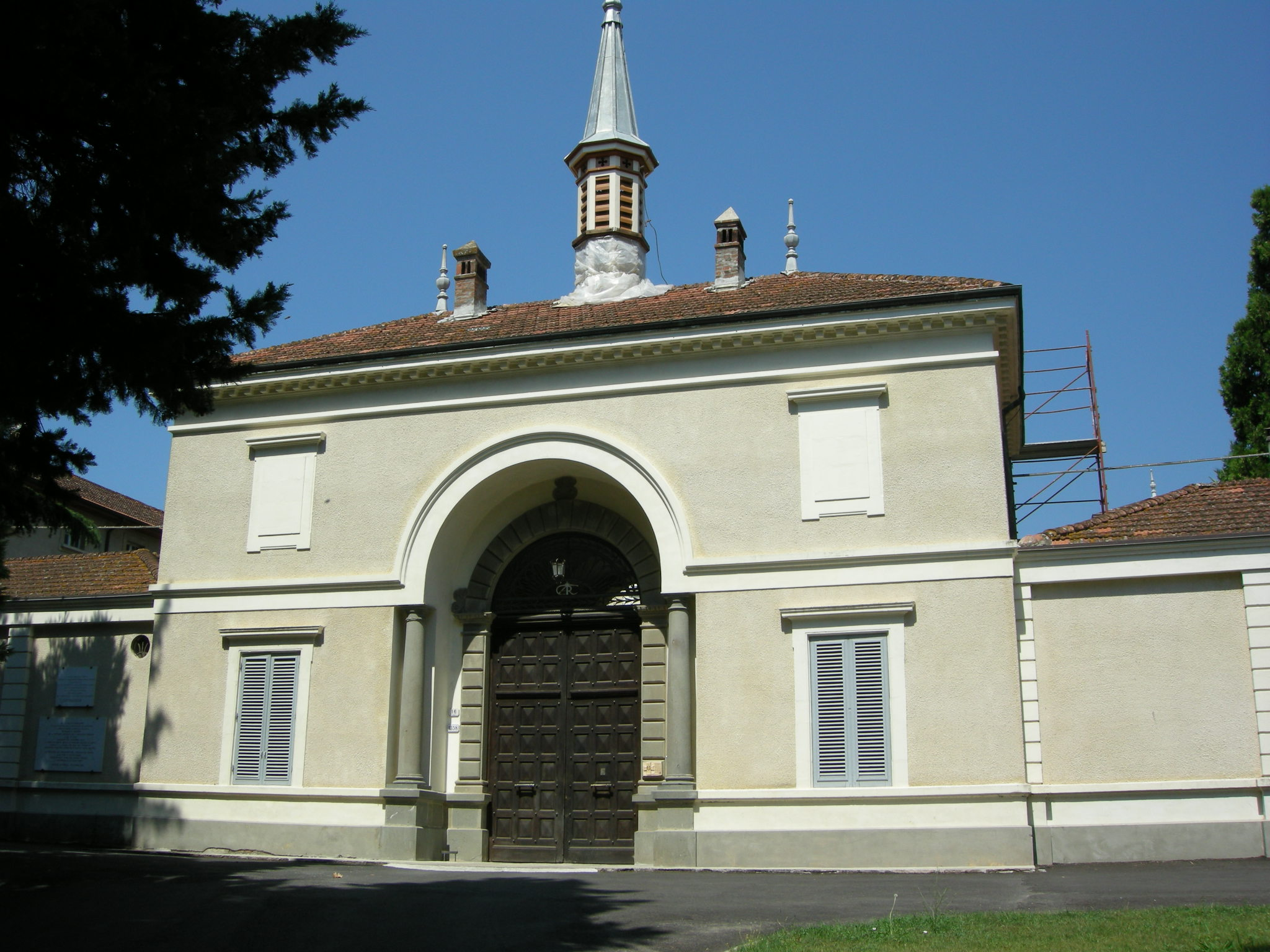
Entrée
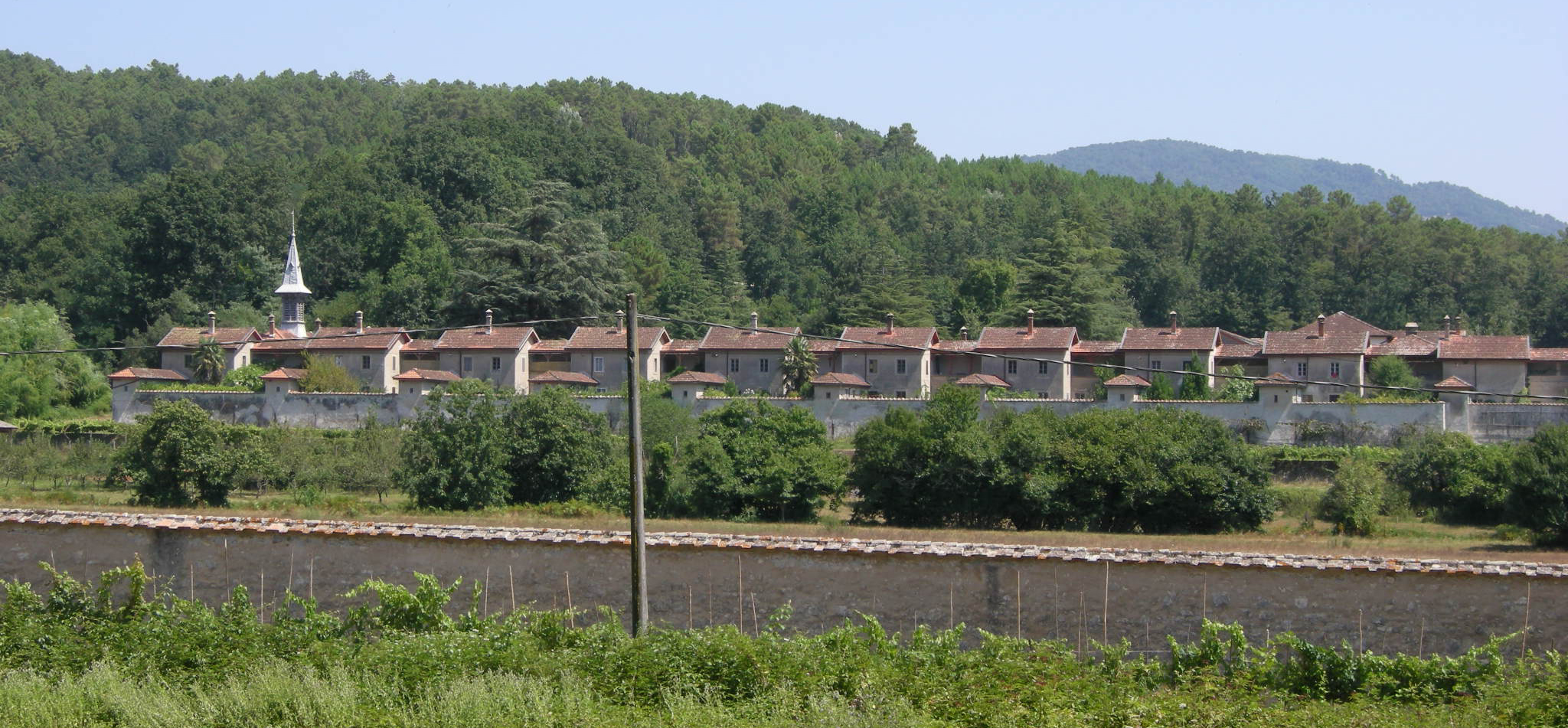
Les cellules des moines
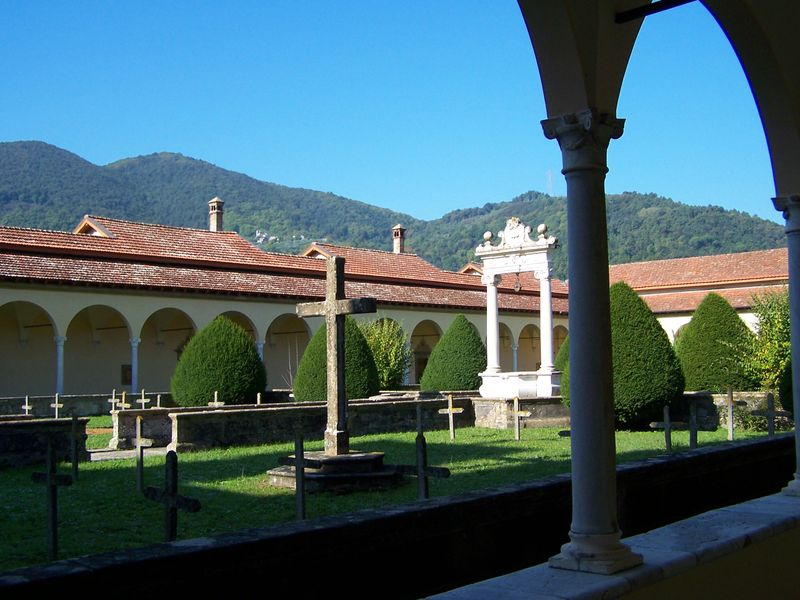
Le cloître

## Sources
- (it) Cet article est partiellement ou en totalité issu de l’article de Wikipédia en italien intitulé « Certosa di Farneta » (voir la liste des auteurs).